# Дебра Фарентіно
Дебра Фарентіно (англ. Debrah Farentino; нар.. 30 вересня 1959, Лукас-Веллі, округ Марін, Каліфорнія, США) — американська акторка і фотомодель.

## Життя і кар'єра
Народилася 1959 року в Лукас-Веллі, Каліфорнія (США) і закінчила Каліфорнійський університет в Лос-Анджелесі. Працювала моделлю в агентстві Ford Models, а в 1992 році отримала роль в денний мильній опері «Капітолій». На початку 1987 року вона пішла з мильної опери, щоб будувати кар'єру в прайм-тайм, і незабаром отримала головну жіночу роль у серіалі «Хуперман», де її партнером виступив Джон Ріттер.
Фарентіно відома головними ролями у ряді телесеріалів 90-х, які проіснували недовго, але в більшості своїй отримували похвалу від критики. Серед них були «Закон для всіх» (1990—1991), «Земля 2» (1994—1995), EZ Streets (1996—1997), «Абсолютна безпека» (1997) і «Будь собою» (1999—2000). Також вона з'явилася в першому сезоні серіалу «Поліція Нью-Йорка» у 1994 році, а на великому екрані знялася в комедії «Син Рожевої пантери» (1993).
У 2000-х Фарентіно, головним чином, була відома роллю Беверлі Барлоу в серіалі «Еврика». Вона була постійним членом акторського складу в перших двох сезонах, і періодично поверталася в шоу в четвертому і п'ятому. Крім цього, вона мала другорядні ролі в серіалах «Дикий вогонь» і «Ілай Стоун».
Фарентіно була одружена чотири рази. Її чоловіками були Скотт Стейплс (1979—1983), Джеймс Фарентіно (1985—1988), Тоні Адамс (1992—1994) та Ґреґорі Гобліт (1994-дотепер). Вона має двох дочок від шлюбів з Адамсом і Гоблітом.

## Фільмографія

### Телебачення
- Капітолій (денна мильна опера, 1982—1987)
- Хуперман (22 епізоду, 1987—1988)
- Закон для всіх (26 епізодів, 1990—1991)
- Бейкер-стріт: Повернення Шерлока Холмса (телефільм, 1993)
- Поліція Нью-Йорка (6 епізодів, 1994)
- Земля 2 (21 епізод, 1994—1995)
- За межею можливого (1 епізод, 1996)
- Материнський інстинкт (телефільм, 1996)
- Розумник (телефільм, 1996)
- EZ Streets (9 епізодів, 1996—1997)
- Абсолютна безпека (13 епізодів, 1997)
- Буря століття (міні-серіал, 1999)
- Східний парк (2 епізоду, 2001—2002)
- Будь собою (22 епізоду, 1999—2000)
- C.S.I.: Місце злочину Маямі (1 епізод, 2003)
- Жіноча бригада (2 епізоду, 2004)
- Закон і порядок. Суд присяжних (1 епізод, 2005)
- Дикий вогонь (5 епізодів, 2005—2006)
- Елай Стоун (4 епізоди, 2008—2009)
- Гаваї 5.0 (1 епізод, 2011)
- Шукач (1 епізод, 2011)
- Еврика (24 епізоди, 2006—2012)
- Мислити як злочинець (1 епізод, 2014)

### Фільми
- Жах підземелля (1987)
- Смертні гріхи (1989)
- Багсі (1991)
- Син Рожевої пантери (1993)
- Готова на все (1993)